# Albert Carsten
Albert Carsten (geboren als Albert Cohn; * 1. November 1859 in Berlin; † 3. September 1943 im Konzentrationslager Theresienstadt) war ein deutscher Architekt, preußischer Baubeamter und Hochschullehrer in Danzig.

## Leben

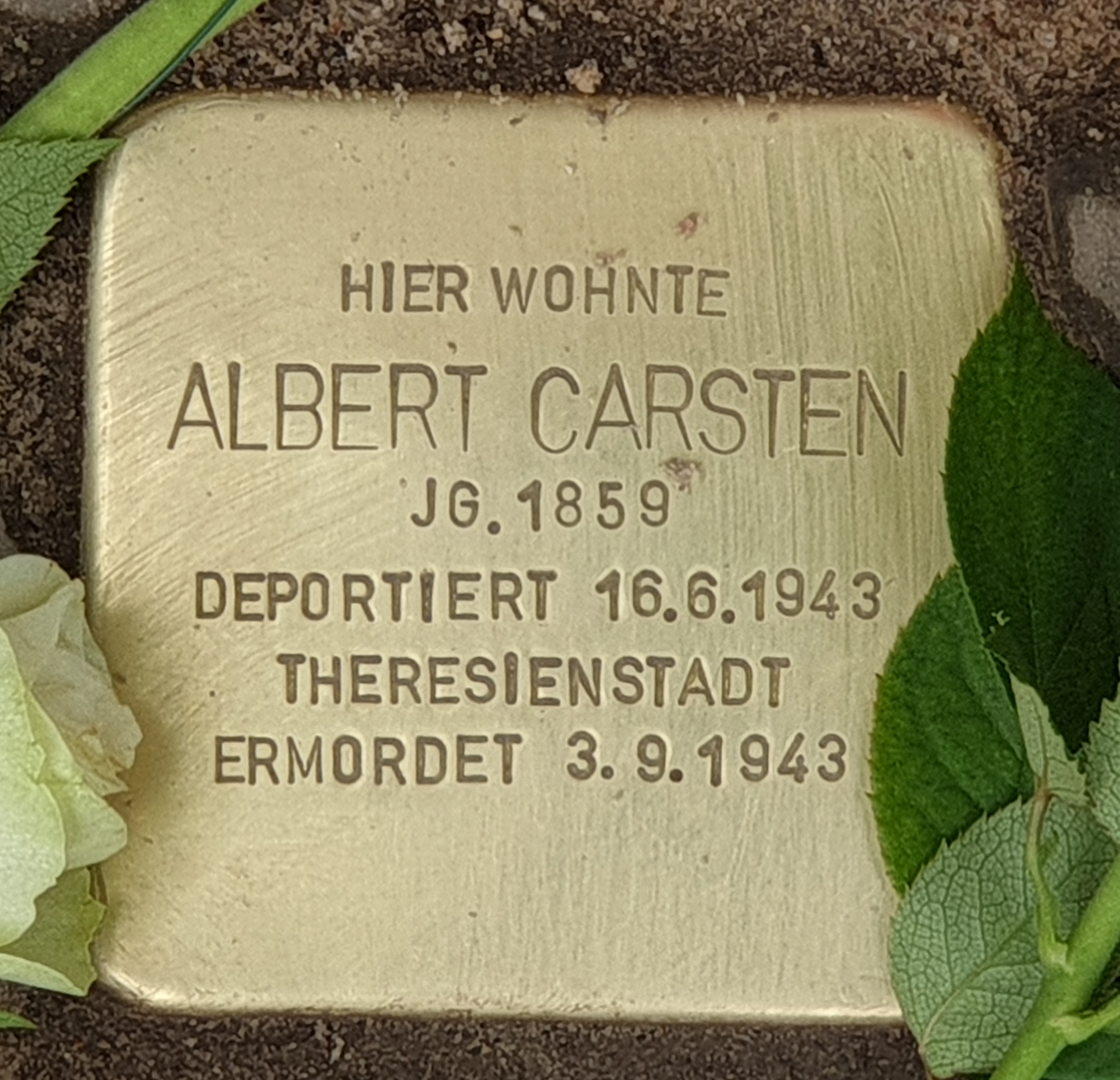
Stolperstein am Haus, Rheinbabenallee 36, in Berlin-Schmargendorf

Albert Cohn stammte aus einer jüdischen Familie in Berlin. Sein Vater war der aus Dessau stammende Fabrikbesitzer Ferdinand Cohn († 1895), seine Mutter Clara Cohn geb. Jacoby († 1898) stammte aus Perleberg. Sein jüngerer Bruder war der Romanist Georg Cohn.
Albert Cohn studierte ab 1878 an der Friedrich-Wilhelms-Universität Berlin Mathematik und Kunstgeschichte sowie von 1878 bis 1883 an der Berliner Bauakademie bzw. der Technischen Hochschule (Berlin-)Charlottenburg Architektur. Er schlug die Beamtenlaufbahn ein, absolvierte ein Referendariat und wurde nach dem bestandenen zweiten Staatsexamen zum Regierungsbaumeister (Assessor in der öffentlichen Bauverwaltung) ernannt. Ab 1890 arbeitete er beim preußischen Ministerium der öffentlichen Arbeiten in Berlin. Er war seit 1891 mit Maria geb. Wolff (1868–1916) verheiratet; sie bekamen zwei Söhne, Hans Ferdinand Reinhold (* 1892) und Georg Gustav Sigismund (1894–1918, gefallen im Ersten Weltkrieg).
Im Jahr 1898 trat er aus der jüdischen Gemeinde aus und erhielt 1899 die Berechtigung zur Führung des neuen Familiennamens Carsten. In diesem Jahr wurde Albert Carsten nach Danzig zum staatlichen Hochbauamt für den Bau der neuen Technischen Hochschule versetzt. Er leitete von 1900 bis 1904 den Bau und entwarf selbst einige Bauteile. 1903 wurde er zum Baurat ernannt und 1904 als Professor an die Architektur-Abteilung der Technischen Hochschule Danzig berufen. Er wurde einige Jahre später als Mitglied in den Deutschen Werkbund berufen und amtierte dort 1912 als Ortvertrauensmann für den Bezirk Danzig. 1929 verlieh ihm die Technische Hochschule Hannover die Ehrendoktorwürde als Dr.-Ing. E.h., die ihm 1939 aberkannt wurde.
Im Mai 1933 wurde Albert Carsten wegen seiner jüdischen Herkunft aus dem Staatsdienst entlassen. Er zog nach Berlin-Dahlem zu seinem Sohn Hans Carsten. Von dort wurde er am 17. Juni 1943 im Alter von 83 Jahren in das Konzentrationslager Theresienstadt deportiert, wo er am 3. September 1943 starb. 

## Gedenken
Am 11. April 2024 wurde vor seinem ehemaligen Wohnort, Berlin-Schmargendorf, Rheinbabenallee 36, ein Stolperstein verlegt.